# Nova (émission de télévision)
Pour les articles homonymes, voir Nova (homonymie).
Aux origines de l'humanité (Nova) est une émission de télévision de vulgarisation scientifique produite par WGBH et diffusée aux États-Unis par la chaîne PBS.

## Histoire
L'émission Aux origines de l'humanité a été créée le 3 mars 1974 par Michael Ambrosino. Il s'est inspiré de la série documentaire Horizon de la BBC 2 qu'il regardait alors qu'il travaillait au Royaume-Uni.
Dès la création de l'émission, de nombreux épisodes ont été des coproductions avec l'équipe de Horizon ou des documentaires étrangers dont la narration était reprise en anglais américain (une pratique qui se poursuit encore aujourd'hui). Des 50 premières émissions, seules 19 étaient des productions originales de WGBH. Le tout premier épisode, The Making of a Natural History Film, était à l'origine un épisode de Horizon diffusé en 1972.
Les premiers producteurs et producteurs associés de la série étaient originaires d'Angleterre et avaient travaillé pour la série Horizon ou venaient de Los Angeles et New York. Ambrosino a été remplacé comme producteur délégué par John Angier, John Mansfield, puis Paula S. Apsell.

## Récompenses
Aux origines de l'humanité a reçu de nombreux Peabody Awards et Emmy Awards.
L'émission a remporté son premier Peabody en 1974, le jury récompensant « une série imaginative d'aventures scientifiques », avec une « polyvalence rarement trouvée à la télévision ». 
D'autres épisodes ont reçu un Peabody :
- Le Miracle de la vie (1983), cité comme un « documentaire fascinant et informatif sur le processus reproductif humain », qui utilise des « techniques microphotographiques révolutionnaires » (l'épisode a également remporté un Emmy) ;

- Spy Machines (1987), cité pour « raconter avec soin les événements clés de la guerre froide et se pencher sur l'avenir de l'Initiative de défense stratégique lancée par les Américains pour contrer les Soviétiques » ;

- The Elegant Universe (2003), salué pour avoir exploré la théorie des cordes, « la théorie la plus élaborée et ambitieuse de la science » tout en rendant « l'abstrait concret, le compliqué clair et l'improbable compréhensible » en « mélangeant le récit factuel avec l'animation, les effets spéciaux et la photographie truquée » (l'épisode a également remporté un Emmy pour le montage).

La National Academy of Television Arts and Sciences — qui remet les Documentary and Public Service Emmy Awards — a récompensé l'émission en 1978, 1981, 1983 et 1989. Julia Cort a gagné un Emmy en 2001 pour l'écriture de l'épisode Life's Greatest Miracle. Des Emmys ont également été décernés pour les épisodes suivants :
- Here's Looking at You, Kid (1982) ;
- The Miracle of Life (1983) ;
- AIDS: Chapter One et Acid Rain: New Bad News (1985) ;
- Suicide Mission to Chernobyl et The Russian Right Stuff (1992) ;
- Secret of the Wild Child (1994) ;
- Siamese Twins (1995) ;
- Decoding Nazi Secrets (1999) ;
- Bioterror (2001) ;
- Galileo's Battle for the Heavens, Mountain of Ice, Shackleton's Voyage of Endurance et Why the Towers Fell (2002) ;
- Battle of the X-planes (2003) ;
- Rx for Survival: A Global Health Challenge (2005).

En 1998, le comité scientifique de la Fondation nationale pour la science a décerné à l'émission son tout premier prix du service public.